# Dan Sullivan (politikus)
Dan Sullivan (Fairview Park, 1964. november 13. –) az Amerikai Egyesült Államok szenátora (Alaszka, 2015 –). A Republikánus Párt tagja.